# Circuito di Jacarepaguá
L'Autódromo Internacional Nelson Piquet, meglio noto come Circuito di Jacarepaguá, era un circuito automobilistico permanente posto nelle vicinanze di una laguna a circa 30 km a Sud Ovest della città di Rio de Janeiro in Brasile, nel quartiere di Jacarepaguá. Ha ospitato dieci edizioni del Gran Premio del Brasile di Formula 1 (nel 1978 e dal 1981 al 1989) e nove del Gran Premio del Brasile del Motomondiale (dal 1995 al 1997 e dal 1999 al 2004).

## Storia

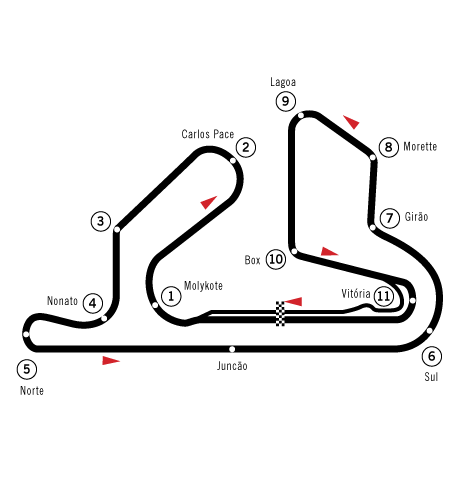
La configurazione di 5.031 metri utilizzata nel 1978 e dal 1981 al 1989

Il circuito venne costruito nella seconda metà degli anni settanta e inaugurato nel 1977 con delle gare motociclistiche; nel 1988 venne intitolato a Nelson Piquet. Lungo in origine 5.031 metri, non presentava grosse difficoltà tecniche tranne che per la caratteristica di girare in senso antiorario; l'umidità, dovuta al fatto che il circuito era costruito su un terrapieno posto al limite di una laguna, penalizzava la potenza dei motori. Dopo il rettilineo iniziale vi era la curva Molyarte, seguita da una parte mista (curve Carlos Pace, 3 e Nonato); dopo la curva Norte iniziava un lunghissimo rettilineo (detto Junção) terminante con la curva Sul, poi c'era un'altra parte mista (curve Girao, Morette, Lagoa, Box e Victoria) che reimetteva sul rettilineo iniziale.

Il tracciato ovale trapezoidale di Jacarepaguá intitolato a Emerson Fittipaldi

Abbandonato dalla Formula 1 è stato in seguito utilizzato dalle formule nordamericane dopo la costruzione di un ovale, dedicato a Emerson Fittipaldi, all'interno della struttura esistente. Nei primi giorni di gennaio 2008 è cominciata la parziale demolizione del circuito nella zona che va dalla curva Molyarte fino a un terzo del Junção; sulla sua area è sorto un parco olimpico che è stato utilizzato in occasione dei Giochi della XXXI Olimpiade che si sono svolti a Rio de Janeiro nel 2016. Il tracciato ha continuato a essere utilizzato per competizioni nazionali su una configurazione di tracciato ridotta sino all'autunno 2012 quando i lavori legati ai giochi olimpici, comprendenti anche la realizzazione del villaggio olimpico, hanno portato alla chiusura definitiva della pista, demolita nei mesi successivi.

## Albo d'oro della Formula 1
| Anno | Pilota           | Scuderia      |
| ---- | ---------------- | ------------- |
| 1978 | Carlos Reutemann | Ferrari       |
| 1979 | Non disputato    | Non disputato |
| 1980 | Non disputato    | Non disputato |
| 1981 | Carlos Reutemann | Williams      |
| 1982 | Alain Prost      | Renault       |
| 1983 | Nelson Piquet    | Brabham       |
| 1984 | Alain Prost      | McLaren       |
| 1985 | Alain Prost      | McLaren       |
| 1986 | Nelson Piquet    | Williams      |
| 1987 | Alain Prost      | McLaren       |
| 1988 | Alain Prost      | McLaren       |
| 1989 | Nigel Mansell    | Ferrari       |

### Vittorie per pilota
| Vittorie | Pilota           | Anno(i)/Vettura                                                          |
| -------- | ---------------- | ------------------------------------------------------------------------ |
| 5        | Alain Prost      | 1982/Renault - 1984/McLaren - 1985/McLaren - 1987/McLaren - 1988/McLaren |
| 2        | Carlos Reutemann | 1978/Ferrari - 1981/Williams                                             |
| 2        | Nelson Piquet    | 1983/Brabham - 1986/Williams                                             |
| 1        | Nigel Mansell    | 1989/Ferrari                                                             |

### Vittorie per scuderia
| Vittorie | Scuderia | Anno(i)/Pilota                                                            |
| -------- | -------- | ------------------------------------------------------------------------- |
| 4        | McLaren  | 1984/Alain Prost - 1985/Alain Prost - 1987/Alain Prost - 1988/Alain Prost |
| 2        | Ferrari  | 1978/Carlos Reutemann - 1989/Nigel Mansell                                |
| 2        | Williams | 1981/Carlos Reutemann - 1986/Nelson Piquet                                |
| 1        | Renault  | 1982/Alain Prost                                                          |
| 1        | Brabham  | 1983/Nelson Piquet                                                        |

## Gare CART e Champ Car
| Stagione | Data      | Titolo gara        | Vincitore          | Telaio  | Motore        | Scuderia            |
| -------- | --------- | ------------------ | ------------------ | ------- | ------------- | ------------------- |
| 1996     | 17 marzo  | Rio 400            | André Ribeiro      | Lola    | Honda         | Tasman Racing       |
| 1997     | 10 maggio | Hollywood Rio 400k | Paul Tracy         | Penske  | Mercedes-Benz | Penske Racing       |
| 1998     | 10 maggio | Rio 400k           | Greg Moore         | Reynard | Mercedes-Benz | Forsythe Racing     |
| 1999     | 15 maggio | GP Telemar Rio 200 | Juan Pablo Montoya | Reynard | Honda         | Chip Ganassi Racing |
| 2000     | 30 aprile | Rio 200            | Adrian Fernández   | Reynard | Ford-Cosworth | Patrick Racing      |